# Epiderme (pele)

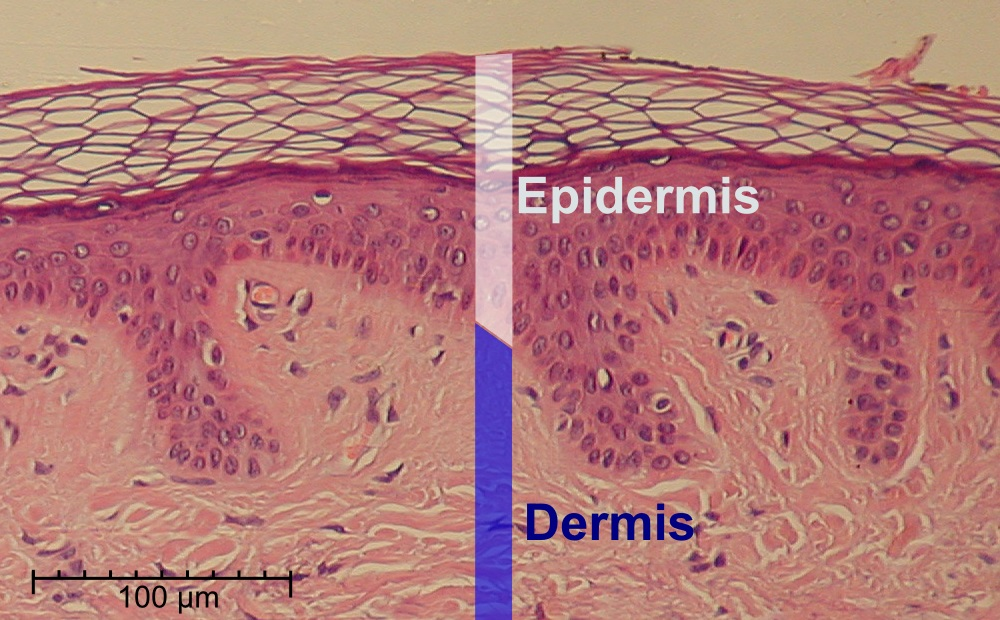
Epiderme (camada mais externa) e derme (camada abaixo).

A epiderme (do grego epi+derme; em cima da pele) é a camada mais superficial da pele, ou seja, a que está diretamente em contato com o exterior, estando acima da derme e da hipoderme. É um tecido epitelial multiestratificado, isto é, formado por várias camadas de células justapostas. Quando em conjunto com a derme constitui a cútis.
Estando em contato com o meio externo, a epiderme previne infecções por patógenos, e por ser um tecido queratinizado, auxilia na regulação da temperatura, de perda de água do corpo, além de promover proteção aos raios UV e proteger de traumas.
É formada por diferentes camadas de células, sendo renovada constantemente ao longo da vida, com novas células se dividindo na camada basal, a camada mais próxima da lâmina basal. Conforme se diferenciam e se aproximam do meio externo, essa células se modificam em diferentes tipos celulares ao longo de seu ciclo de vida.
Diferentes partes do corpo possuem espessura diferentes de epiderme, com áreas de maior atrito, como as palmas das mãos e as solas dos pés possuindo uma epiderme mais espessa.

## Características
A epiderme é um epitélio escamoso estratificado, composta de proliferação basal e diversos queratinócitos suprabasais, com seu aspecto se modificando conforme passam de uma camada celular para outra. Outras células presentes no tecido são melanócitos, células de Langerhans, e células de Merkell . Não possui irrigação por vasos sanguíneos, sendo que a troca de gases é na maior parte do tempo feita por difusão do oxigênio atmosférico.
A epiderme possui as seguintes camadas:
- Camada basal: camada celular presa a lâmina basal, normalmente suas células são as que se dividem para a formação de novas células. Apresentam pouca queratina.
- Camada de células espinhosas: células com numerosos desmossomos, que são pontos de ancoragem para feixes de queratina, dando a aparência de espinhos ao redor da célula. Podem apresentar divisão celular. Os nutrientes e a água difundem através dos espaços intercelulares nessa camada e na basal.
- Camada granulosa: nessa camada, as células estão fortemente unidas, formando uma barreira impermeável. As células são achatadas, com grânulos de queratina, possuem uma coloração mais escura. Esta camada é o limite entre as células metabolicamente ativas do epitélio, e as células mortas que formam a camada mais externa
- Camada lúcida: encontrada nas palmas das mãos e nas solas dos pés. Compostas por células finas, planas, com núcleo, e transparentes.[2]
- Camada córnea: camada composta por células mortas, com grandes concentrações de queratina. Esta camada possui várias células finas, as células escamosas. São estas células que estão em contato com o meio externo, descamando ao longo do tempo.

## Desenvolvimento
A epiderme é um tecido que se origina da ectoderme embrionária. Após a gastrulação uma única camada celular recobre o embrião, dessa camada terão origem o sistema nervoso e o epitélio. O que determina para qual caminho as células seguiram é a sinalização Wnt, que impede as células da ectoderme de responderem ao FGF (fibroblast growth factor, fator de crescimento de fibroblasto). Sem essa sinalização, as células passam a produzir BMP (bone morphogenetic proteins, proteínas morfogênicas de osso), o que, junto da sinalização de EGF (epidermal growth factor, fator de crescimento de epiderme) e notch levam a diferenciação em epiderme. A epiderme resultante desse processo de sinalizações consiste em uma unica camada de células epiteliais multipotentes, cobertas por uma camada de células similares a células endodérmicas fortemente ligadas, a periderme (não confundir com a periderme vegetal), que cai quando a epiderme está diferenciada e estratificada.
Uma diferente via de sinalização leva a formação do folículo piloso, anexo da epiderme.

## Ciclo celular
Após a divisão celular do queratinócito na camada basal, a célula pode seguir dois caminhos: permanecer na camada basal, e produzir novos queratinócitos, ou iniciar a diferenciação celular, se movendo para a camada das células espinhosas. Após se mover para a camada granulosa, a célula começa a perder o seu núcleo e outras organelas citoplasmáticas, por um processo de apoptose parcial. Esse processo continua até a célula estar morta na camada córnea, onde acaba por se desprender do corpo. O ciclo entre a divisão da célula na camada basal e seu desprendimento da camada córnea pode levar cerca de um mês em humanos, com esse tempo variando conforme a região do corpo. 